# John Van Alphen
John Van Alphen (17 de juny de 1914 - 19 de desembre de 1961) fou un futbolista belga.

## Selecció de Bèlgica
Va formar part de l'equip belga a la Copa del Món de 1938. Fou jugador del Beerschot VAC.